# Bunkier (film 2011)
Bunkier (ang. The Divide) – amerykańsko-kanadyjsko-niemiecki film fabularny (hybryda thrillera, filmu science-fiction i dramatu) z 2011 roku w reżyserii Xaviera Gensa. Zdjęcia kręcono w Winnipeg.
Światowa premiera filmu miała miejsce w marcu 2011 roku podczas imprezy South by Southwest Film Festival, jednak dopiero w 2012 obraz trafił do oficjalnej dystrybucji.

## Opis fabuły
Niedaleka przyszłość. Nowy Jork zostaje zdziesiątkowany przez potężną eksplozję. Schronienie w trzypokojowej piwnicy znajduje dziewięć, w większości obcych sobie osób. W pewnym momencie do piwnicy wkraczają uzbrojeni osobnicy w kombinezonach ochronnych, którzy bez ostrzeżenia zaczynają strzelać. Po krótkiej walce mieszkańcom schronu udaje się powstrzymać atak, choć nie obywa się bez strat po obu stronach. Niedługo potem okazuje się, że bezpieczna kryjówka, która miała być ocaleniem od śmierci w eksplozji, staje się dla wszystkich klaustrofobiczną pułapką, w której bohaterów ogarnia strach przed śmiercionośnym promieniowaniem i zmniejszającymi się zapasami żywności i wody. W zachowaniu uwięzionych pojawia się agresja.

## Obsada
- Lauren German − Eva
- Michael Biehn − Mickey
- Milo Ventimiglia − Josh
- Rosanna Arquette − Marilyn
- Michael Eklund − Bobby
- Iván González − Sam
- Ashton Holmes − Adrien
- Courtney B. Vance − Delvin
- Abbey Thickson − Wendi

## Festiwale filmowe
Film zaprezentowano podczas następujących festiwali filmowych:
- 2011: Stany Zjednoczone − South by Southwest Film Festival
- 2011: Szkocja − Edinburgh International Film Festival
- 2011: Kanada − Fant-Asia Film Festival
- 2011: Stany Zjednoczone − San Diego Comic-Con
- 2011: Wielka Brytania − Film4 FrightFest
- 2011: Francja − L'Étrange Festival
- 2011: Kanada − Calgary Film Festival
- 2011: Hiszpania − Sitges − Catalonian International Film Festival
- 2011: Kanada − Toronto After Dark Film Festival
- 2012: Francja − Gerardmer Fantasy Film Festival

## Nagrody i wyróżnienia
- 2011, Edinburgh International Film Festival:
  - nominacja do nagrody dla najlepszego międzynarodowego filmu fabularnego
- 2011, Fant-Asia Film Festival:
  - nominacja do nagrody dla najlepszego filmu międzynarodowego
- 2011, South by Southwest Film Festival:
  - nominacja do nagrody SXSW Competition w kategorii najlepszy film fabularny
- 2011, Toronto After Dark Film Festival:
  - Nagroda Audiencji w kategorii najlepszy film fabularny − II miejsce
- 2011, Sitges − Catalonian International Film Festival:
  - nagroda dla najlepszego charakteryzatora (nagrodzony: Steven Kostanski)